# اماندی
اماندی (به انگلیسی: Amandi) یک منطقهٔ مسکونی در پاکستان است که در خیبر پختونخوا واقع شده‌است.